# Gueorgui Kandelaki
Gueorgui Kandelaki –en georgiano: გიორგი კანდელაკი– (Variani, URSS, 10 de abril de 1974) es un deportista georgiano que compitió en boxeo.
Ganó dos medallas en el Campeonato Mundial de Boxeo Aficionado, oro en 1997 y plata en 1993, y una medalla de oro en el Campeonato Europeo de Boxeo Aficionado de 1993.
En septiembre de 1998 disputó su primera pelea como profesional. En su carrera profesional tuvo en total 24 combates, con un registro de 24 victorias y 0 derrotas.

## Palmarés internacional
| Campeonato Mundial | Campeonato Mundial  | Campeonato Mundial | Campeonato Mundial |
| Año                | Lugar               | Medalla            | Categoría          |
| ------------------ | ------------------- | ------------------ | ------------------ |
| 1993               | Tampere (Finlandia) | Medalla de plata   | 91 kg              |
| 1997               | Budapest (Hungría)  | Medalla de oro     | +91 kg             |
| Campeonato Europeo |                     |                    |                    |
| Año                | Lugar               | Medalla            | Categoría          |
| 1993               | Bursa (Turquía)     | Medalla de oro     | 91 kg              |